# 风洞

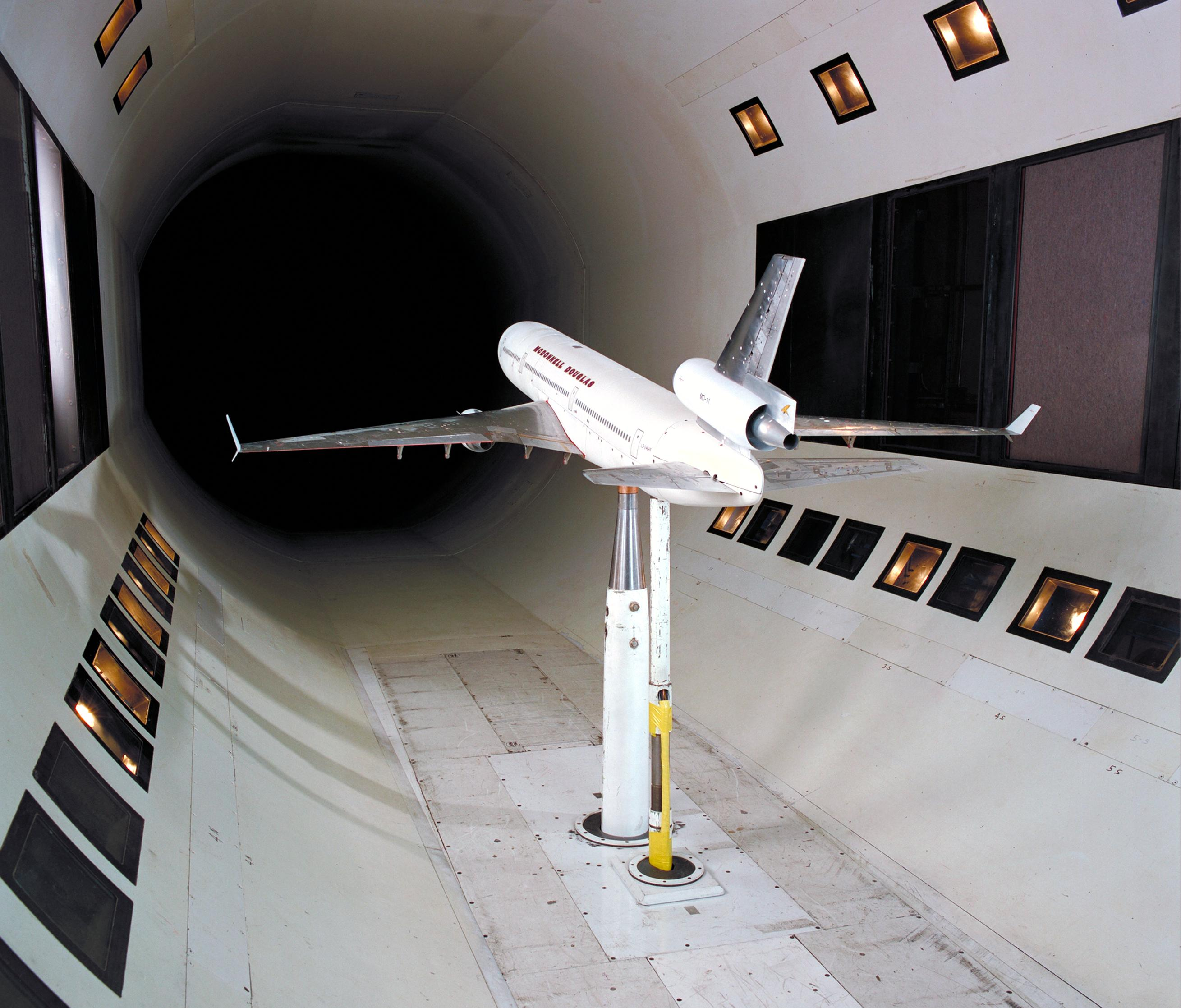
美國太空總署風洞與麥道MD-11飛機模型。

风洞（英語：Wind tunnel）是空气动力学的研究工具。风洞是一种产生人造氣流的管道，用于研究空气流经物体所产生的气动效应。风洞除了主要应用于汽车、飞行器、導彈（尤其是巡弋飛彈、空對空飛彈等）设计领域，也适用于建築物、高速列车、船舰的空气阻力、耐热与抗压试验等。

## 历史

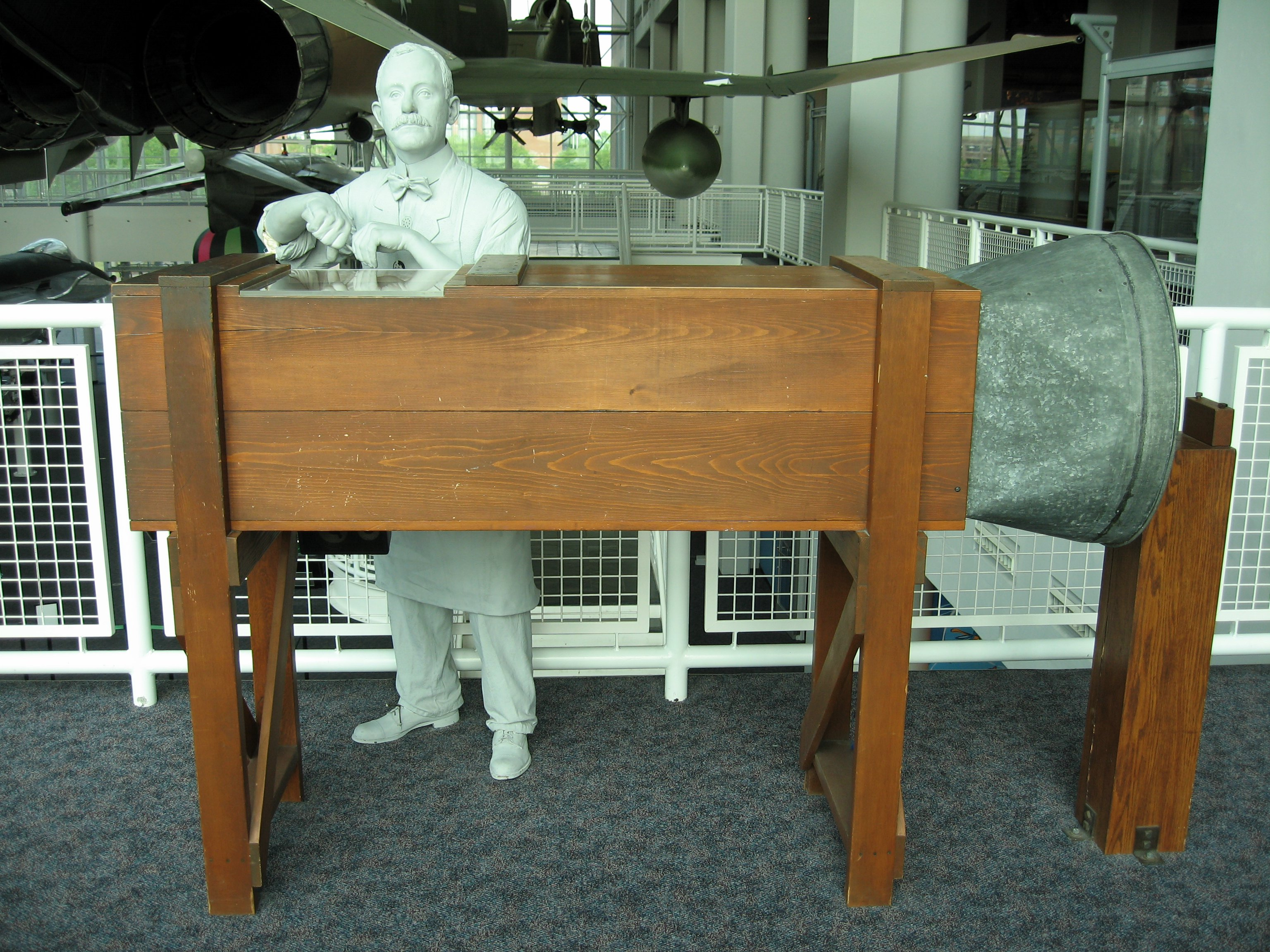
莱特兄弟风洞复制品

1871年，弗朗西斯·赫伯特·韦纳姆和约翰·布朗宁设计并建造了世界上第一座风洞
1901年，莱特兄弟为研究飛機及得到正确的飛行资料，发明了风洞隧道进行测试。1902年莱特兄弟以风洞隧道的测试与前两架滑翔机的经验，建造第三架滑翔机，为当时最大的双翼滑翔机，并在机尾加装垂直尾翼，以防止转向时发生翻转，并进行了上千次的试飞。最终在1903年发明了世界上第一架带有动力的载人飞行器——莱特飞行器。
1945年，第二次世界大战尚未结束时，德国设计并开始建造一个实验段直径1米，最高风速达10马赫的连续式高超音速风洞。战争结束后被美国缴获，美国仿制并作了适当修改后，一直到1961年才在阿诺德中心建立最高风速达12马赫的高超音速风洞。
因為風洞的控制性佳，可重複性高，現今風洞廣泛用於汽車空氣動力學和風工程（Wind Engineering）的測試，譬如結構物的風力荷載（Wind load）和振動、建築物通風（Building ventilation）、空氣污染（Air pollution）、風力發電或風能（Wind energy）、環境風場（Pedestrian level wind）、複雜地形中的流況、防風設施（Wind break）的功效等。這些問題皆可以利用幾何相似的原理，將地形、地物以縮尺模型放置於風洞中，再以儀器量測模型所受之風力或風速。一些研究也指出風洞實驗之結果與現地風場的觀測（field observation）的結果十分接近，故風洞實驗是研究許多風工程問題最常用的方法。風洞實驗數據亦可用來驗證數值模式，找到較佳的模式參數。

## 类型
按气流速度區分，风洞可以分为亚音速风洞和超音速风洞两类。通常小型风洞采用高速风扇提供风力，其风速都在每小时1,200公里之内。而中型与大型风洞采用预先储存的气体，在短暂的几秒、甚至几毫秒中释放，形成威力巨大的冲击风力。例如在美国和俄罗斯的大型风洞，可放进整架飛机。
按用途區分，风洞可以分为航空用風洞和環境風洞（Environmental wind tunnel）两類。通常航空風洞的試驗段短，風速剖面均勻，用於新型飛機之測試。環境風洞的試驗段長，風速剖面屬邊界層分佈，風速範圍接近自然界風速，又稱為大氣邊界層（Atmospheric boundary layer）風洞，用於風工程之研究。